# Carinaro
Carinaro – miejscowość i gmina we Włoszech, w regionie Kampania, w prowincji Caserta.
Według danych na rok 2004 gminę zamieszkiwało 6350 osób, 1058,3 os./km².